# Буланцев, Герман Анатольевич
Герман Анатольевич Буланцев (бел. Герман Анатольевіч Буланцаў; 18 сентября 1925, Гомель — 11 декабря 1943, Невельский район, Псковская область) — советский белорусский сержант, участник Великой Отечественной войны, кавалер Ордена Славы III и II степени.

## Биография
Родился 18 сентября 1925 года в г. Гомель. Комсомолец. Учился в средней школе № 27 г. Гомеля. Увлекался рисованием, участвовал в художественной самодеятельности, творческих конкурсах, выставках, занимался оформлением школьной стенгазеты. Член редколлегии.
Выпускник школы Герман Буланцев вместе с одноклассниками и классным руководителем ушёл в 1941 году добровольцем на фронт, сразу после выпускного.

С 1942 года Герман Буланцев воевал в артиллерийских войсках в качестве наводчика орудия в звании ефрейтора.
Освобождение Невеля и Невельского района началось 6 октября 1943 года в период Невельской наступательной операции, которая стала частью боевых действий войск Калининского фронта на Витебском направлении. Бои за освобождение района длились почти три месяца. За Невельскую наступательную операцию 12 частям и соединениям присвоено наименование Невельских.
В августовских боях 1943 года он подбил два танка «Тигр» и разрушил пять блиндажей противника.
За героизм, проявленный в боях, командование представило Германа Буланцева к награждению орденом Славы II степени.

Заметка из газеты:
Достойные ордена Славы. Командир орудия гвардии старшина Зверев и наводчик гвардии ефрейтор Буланцев со своим расчетом в августовских боях подбили один «Тигр» и разрушили 5 блиндажей противника. В последних боях уничтожил еще один немецкий танк. За геройские дела командование представило Буланцева к награждению орденом Славы II степени и Зверева — орденом Славы III степени.
В декабре 1943 года в боях за Псковскую землю сержант Буланцев Герман Анатольевич погиб.
В Невельском районе имеется 69 братских захоронений. В боях за Новохованскую волость погиб, в том числе, Герман Буланцев. «Буланцев Герман Анатольевич, г.р., 1925, сержант 158-го гвардейского стрелкового полка 51-й гвардейской стрелковой дивизии 6-й армии, погиб 21.12.1943, похоронен около д. Корнилово Псковской области». 
Похоронен в братской могиле воинов на северо-восточной окраине бывшей деревни Корнилово, рядом Калинчино, недалеко от д. Новохованск Невельского района Псковской области. Установлены обелиск и мемориальная доска с фамилиями, среди которых и Герман Буланцев.
За мужество и героизм, проявленные в боях, Г. А. Буланцев награждён орденами Славы II и III степени.

## Награды и звания
- Орден Славы III степени
- Орден Славы II степени

## Память
- В музее Боевой Славы средней школы в д. Новохованск Невельского района Псковской области имеется экспозиция, посвящённая Герою.
- В музее истории школы ГУО "Средняя школа № 27 г. Гомеля" представлены рисунки выпускника Германа Буланцева и автопортрет.
- 8 мая 2024 года в средней школе № 27 г. Гомеля[6], имеющей статус Школы мира, состоялось открытие Парты имени Германа Буланцева. Парта находится в классе, котором учился Герой.